# Jardim Bongiovani
Jardim Bongiovani é um bairro nobre da zona sul de Presidente Prudente, SP.Tem acesso pelas Avenidas Coronel José Soares Marcondes, Saudade e Joaquim Constantino, além de contar com acesso pela Rodovia Raposo Tavares (SP-270).

Os bairros limítrofes são: Cidade Universitária ao norte, Jardim Aquinópolis e Jardim São Luiz a oeste, Jardim Alto da Boa Vista e Parque Higienópolis ao sul e Vila Formosa a leste.
O perímetro norte do bairro apresenta maior caráter comercial e universitário, enquanto o sul é mais residencial e familiar.
Por se tratar de uma região nobre da cidade, o Jardim Bongiovani conta com boas opções de culinária e entretenimento, como churrascarias, uma franquia da rede de fast-food McDonald's, hamburguerias gourmet, sushi bar, entre outras.
O bairro também é conhecido pela agitação durante a noite, já que conta com mais de quatro casas noturnas.

## Orgão Público
- Tiro de Guerra
- Poder Judiciário Federal - 402ª Zona Eleitoral

## Educação

### Escolas
- Escola Estadual Professora Francisca de Almeida Góes Brandão.
- Colégio Unoeste

### Universidades
- Universidade do Oeste Paulista (UNOESTE) - Campus 1

## Alimentação
- Churrascaria Guaíba
- McDonald's
- Restaurante Guthierriz
- Classic Lanches
- Sushi Bar
- Panificadora Massa Pura
- Restaurante SiqGrill

## Outros
- Correios
- Pub Music Bar
- Marilyn Lounge & Club
- Hospital Estadual de Presidente Prudente
- Rádio Jovem Pan FM